# Strophipogon bromleyi
Strophipogon bromleyi är en tvåvingeart som beskrevs av Hull 1958. Strophipogon bromleyi ingår i släktet Strophipogon och familjen rovflugor. Inga underarter finns listade i Catalogue of Life.